# Paul Sievert
Paul Carl Ludwig Sievert (* 7. August 1895 in Berlin; † 18. Dezember 1988 in Berlin) war ein deutscher Leichtathlet und Olympiateilnehmer.
Am 5. Oktober 1924 stellte er in München mit einer Zeit von 4:34:03 h eine Weltbestzeit im 50-km-Straßengehen auf und verbesserte damit die Weltbestzeit von Karl Hähnel.
Paul Sievert war deutscher Meister über 50 Kilometer in den Jahren 1924, 1925 und 1933. 1929 und 1932 wurde er über diese Distanz Vizemeister, 1933 errang er die Vizemeisterschaft über 20 km, 1934 gewann er mit der Mannschaft des RSV Berlin die Mannschaftswertung über 50 km. Bei den Olympischen Spielen 1932 belegte er im 50-Kilometer-Gehen Platz sechs in 5:16:41 h.
Er startete zunächst für die Neuköllner Sportfreunde, später für den Reichsbahn SV Berlin.